# Збірна Грузії з футболу
Збірна Грузії з футболу (груз. საქართველოს ეროვნული საფეხბურთო ნაკრები) — національна збірна команда, що представляє Грузію на міжнародних змаганнях з футболу. Керується Грузинською футбольною федерацією.
Перший матч збірної Грузії відбувся 27 травня 1990 року проти Литви, коли Грузія ще була частиною Радянського Союзу. Команда намагалася кваліфікуватися на кожен великий турнір, починаючи з Євро-1996. Кульмінацією їхніх зусиль стала перша успішна кваліфікація на Євро-2024, яку було забезпечено перемогою над Грецією у фіналі плей-оф кваліфікаційного раунду Євро-2024.
Прізвисько збірної — хрестоносці (груз. ჯვაროსნები). На емблемі зображений Юрій (Георгій) Змієборець, який є покровителем Грузії. 
Домашні матчі проводить на стадіоні «Динамо Арена» імені Бориса Пайчадзе у Тбілісі.
Станом на 3 квітня 2025 посідає 68-e місце у рейтингу футбольних збірних світу.

## Історія
До 1990 року грузинські гравці виступали за збірну СРСР. 27 травня 1990 року команда зіграла свій перший міжнародний матч проти збірної Литви. Гра відбулася на стадіоні імені Бориса Пайчадзе у Тбілісі. Збірна Грузії під керівництвом Гіві Нодія зіграла внічию з рахунком 2:2. Дебютний гол в новітній історії грузинської збірної записав на свій рахунок Гія Гурулі. Перший офіційний матч збірної відбувся 7 вересня 1994 року в рамках відбірного турніру до чемпіонату Європи 1996 року проти команди Молдови. Гра завершилася поразкою грузинської команди з рахунком 0:1. Грузія посіла третє місце у своїй групі, випереджаючи збірні Молдови, Албанії та Уельсу, але відстала на сім очок від другої команди Болгарії. 
В 2024 році збірна вперше вийшла до фінальної частини чемпіонату Європи і відразу вийшла до 1/8 фіналу, де поступилася збірній Іспанії з рахунком 1:4.
Жодного разу не брала участі у фінальних стадіях чемпіонатів світу.

## Виступи на міжнародних турнірах

### Чемпіонати світу
- 1930–1990 — не брала участі, входила до складу СРСР
- 1994 — не брала участі
- 1998–2022 — не пройшла кваліфікацію

### Чемпіонати Європи
- 1960–1992 — не брала участі, входила до складу СРСР
- 1996–2020 — не пройшла кваліфікацію
- 2024 — 1/8 фіналу

### Ліга націй УЄФА
| Ліга націй УЄФА | Ліга націй УЄФА | Ліга націй УЄФА | Ліга націй УЄФА | Ліга націй УЄФА | Ліга націй УЄФА | Ліга націй УЄФА | Ліга націй УЄФА | Ліга націй УЄФА | Ліга націй УЄФА | Ліга націй УЄФА |
| Рік             | Ліга            | Група           | І               | В               | Н               | П               | М+              | М-              | П/П             | Рей             |
| --------------- | --------------- | --------------- | --------------- | --------------- | --------------- | --------------- | --------------- | --------------- | --------------- | --------------- |
| 2018—19         | D               | 1               | 6               | 5               | 1               | 0               | 12              | 2               |                 | 40-е            |
| 2020—21         | C               | 1               | 6               | 1               | 4               | 1               | 6               | 6               | ▬               | 42-е            |
| 2022—23         | C               | 4               | 6               | 5               | 1               | 0               | 16              | 3               |                 | 33-е            |
| 2024—25         | B               | 1               | 8               | 4               | 1               | 3               | 16              | 7               | ▬               | 26-е            |
| Усього          | Усього          | Усього          | 26              | 15              | 7               | 4               | 50              | 18              |                 |                 |

## Ігри зУкраїною
| Дата              | Стадіон          | Місто   | Статус            | Господар | Рахунок | Гість   |
| ----------------- | ---------------- | ------- | ----------------- | -------- | ------- | ------- |
| 19 серпня 1998    | НСК Олімпійський | Київ    | ТМ                | Україна  | 4:0     | Грузія  |
| 20 березня 1999   | Динамо           | Тбілісі | ТМ                | Грузія   | 0:1     | Україна |
| 14 лютого 2001    | Динамо           | Тбілісі | ТМ                | Грузія   | 0:0     | Україна |
| 17 квітня 2002    | Динамо           | Київ    | ТМ                | Україна  | 2:1     | Грузія  |
| 13 жовтня 2004    | Україна          | Львів   | відбір до ЧС 2006 | Україна  | 2:0     | Грузія  |
| 3 вересня 2005    | Локомотив        | Тбілісі | відбір до ЧС 2006 | Грузія   | 1:1     | Україна |
| 6 вересня 2006    | Динамо           | Київ    | відбір до ЧЄ 2008 | Україна  | 3:2     | Грузія  |
| 8 вересня 2007    | Динамо           | Тбілісі | відбір до ЧЄ 2008 | Грузія   | 1:1     | Україна |
| 9 червня 2015     | Лінцер           | Лінц    | ТМ                | Грузія   | 1:2     | Україна |
| 11 жовтня 2024    | Міський стадіон  | Познань | Ліга націй УЄФА   | Україна  | 1:0     | Грузія  |
| 16 листопада 2024 | Аджарабет Арена  | Батумі  | Ліга націй УЄФА   | Грузія   | 1:1     | Україна |

Варто зауважити, що саме після відбірного матчу до ЧС 2006 р. в Тбілісі, котрий закінчився з рахунком 1:1, збірна України, першою серед всіх європейських збірних, вперше в своїй історії оформила вихід на Чемпіонат світу.

## Гравці

### Поточний склад
Вік гравців наведено на день початку змагання (17 червня 2024 року), дані про кількість матчів і голів — на 24 березня 2025 року.
| №  | Поз. | Гравець               | Дата народження (вік)           | Ігри | Голи | Клуб                      |
| -- | ---- | --------------------- | ------------------------------- | ---- | ---- | ------------------------- |
| 1  | ВР   | Гіоргі Лорія          | 27 січня 1986 (вік 38 років)    | 78   | 0    | Динамо (Тбілісі)          |
| 12 | ВР   | Гіоргі Мамардашвілі   | 29 вересня 2000 (вік 23 роки)   | 29   | 0    | Валенсія                  |
| 23 | ВР   | Лука Гугешашвілі      | 29 квітня 1999 (вік 25 років)   | 1    | 0    | Карабах (Агдам)           |
|    |      |                       |                                 |      |      |                           |
| 4  | ЗХ   | Гурам Кашія (капітан) | 4 липня 1987 (вік 36 років)     | 124  | 3    | Слован (Братислава)       |
| 2  | ЗХ   | Отар Какабадзе        | 27 червня 1995 (вік 28 років)   | 73   | 0    | Краковія                  |
| 5  | ЗХ   | Соломон Кверквелія    | 6 лютого 1992 (вік 32 роки)     | 62   | 0    | Аль-Ухдуд                 |
| 3  | ЗХ   | Лаша Двалі            | 14 травня 1995 (вік 29 років)   | 43   | 1    | АПОЕЛ                     |
| 24 | ЗХ   | Джемал Табідзе        | 18 березня 1996 (вік 28 років)  | 15   | 1    | Панетолікос               |
| 14 | ЗХ   | Лука Лочошвілі        | 29 травня 1998 (вік 26 років)   | 21   | 1    | Кремонезе                 |
| 13 | ЗХ   | Георгій Гочолейшвілі  | 14 лютого 2001 (вік 23 роки)    | 12   | 0    | Шахтар (Донецьк)          |
| 15 | ЗХ   | Гіоргі Гвелесіані     | 5 квітня 1991 (вік 33 роки)     | 0    | 0    | Персеполіс                |
|    |      |                       |                                 |      |      |                           |
| 16 | ПЗ   | Ніка Квеквескірі      | 29 травня 1992 (вік 32 роки)    | 62   | 0    | Лех (Познань)             |
| 17 | ПЗ   | Отар Кітеішвілі       | 26 березня 1996 (вік 28 років)  | 47   | 4    | Штурм (Грац)              |
| 18 | ПЗ   | Саба Лобжанідзе       | 18 грудня 1994 (вік 29 років)   | 37   | 3    | Атланта Юнайтед           |
| 9  | ПЗ   | Зуріко Давіташвілі    | 15 лютого 2001 (вік 23 роки)    | 46   | 6    | Бордо                     |
| 10 | ПЗ   | Гіоргі Чакветадзе     | 29 серпня 1999 (вік 24 роки)    | 37   | 10   | Вотфорд                   |
| 19 | ПЗ   | Леван Шенгелія        | 27 жовтня 1995 (вік 28 років)   | 21   | 1    | Панетолікос               |
| 21 | ПЗ   | Георгій Цітаішвілі    | 18 листопада 2000 (вік 23 роки) | 25   | 1    | Динамо (Батумі)           |
| 26 | ПЗ   | Анзор Меквабішвілі    | 5 червня 2001 (вік 23 роки)     | 13   | 0    | КС Університатя (Крайова) |
| 6  | ПЗ   | Гіоргі Кочорашвілі    | 19 червня 1999 (вік 24 роки)    | 19   | 3    | Леванте                   |
| 25 | ПЗ   | Сандро Алтунашвілі    | 19 травня 1997 (вік 27 років)   | 8    | 0    | Вольфсбергер              |
| 20 | ПЗ   | Габріель Сігуа        | 30 червня 2005 (вік 18 років)   | 2    | 0    | Базель                    |
|    |      |                       |                                 |      |      |                           |
| 11 | НП   | Гіоргі Квілітая       | 1 жовтня 1993 (вік 30 років)    | 38   | 6    | АПОЕЛ                     |
| 7  | НП   | Хвіча Кварацхелія     | 12 лютого 2001 (вік 23 роки)    | 41   | 18   | ПСЖ                       |
| 8  | НП   | Буду Зівзівадзе       | 10 березня 1994 (вік 30 років)  | 36   | 8    | Карлсруе                  |
| 22 | НП   | Жорж Мікаутадзе       | 31 жовтня 2000 (вік 23 роки)    | 37   | 20   | Ліон                      |

### Рекордсмени (станом на 24 березня 2025 року)
| №   | Гравець            | Матчі | Період    |
| --- | ------------------ | ----- | --------- |
| 1   | Гурам Кашія        | 124   | 2009-н.ч. |
| 2-3 | Леван Кобіашвілі   | 100   | 1996-2011 |
| 3-3 | Джаба Канкава      | 100   | 2004-2024 |
| 4   | Зураб Хізанішвілі  | 92    | 1999-2015 |
| 5   | Каха Каладзе       | 83    | 1996-2011 |
| 6   | Георгій Лорія      | 78    | 2008-2023 |
| 7   | Отар Какабадзе     | 73    | 2015-н.ч. |
| 8   | Георгій Немсадзе   | 69    | 1992-2004 |
| 9   | Олександр Іашвілі  | 67    | 1996-2011 |
| 10  | Валерій Казаішвілі | 63    | 2014-2022 |

| №   | Гравець            | Голи | Період    |
| --- | ------------------ | ---- | --------- |
| 1   | Шота Арвеладзе     | 26   | 1992-2007 |
| 2   | Жорж Мікаутадзе    | 20   | 2021-н.ч. |
| 3   | Хвіча Кварцхелія   | 18   | 2019-н.ч  |
| 4   | Темурі Кецбая      | 17   | 1990-2003 |
| 4   | Олександр Іашвілі  | 15   | 1996-2011 |
| 6-7 | Торніке Окріашвілі | 13   | 2010-2013 |
| 7-7 | Валерій Казаішвілі | 13   | 2014-2022 |
| 8-9 | Георгій Деметрадзе | 12   | 1996-2007 |
| 9-9 | Леван Кобіашвілі   | 12   | 1996-2011 |
| 10  | Джаба Канкава      | 10   | 2004-2024 |